# New Agenda Coalition
La New Agenda Coalition (NAC) è un gruppo di Stati di media potenza, composta da Brasile, Egitto, Irlanda, Messico, Nuova Zelanda, Sudafrica e Svezia, costituitasi come gruppo di pressione per addivenire ad un consenso internazionale sulle materie del disarmo nucleare, così come previsto dal Trattato di non proliferazione nucleare.
Il gruppo fu formato in risposta alle divisioni nord-sud che paralizzavano i negoziati sul disarmo nucleare e sulla non proliferazione, all'interno degli incontri previsti dal TNP. I Paesi non militarmente nucleari che non si stessero compiendo sufficienti progressi in materia, soprattutto dopo l'estensione permanente del Trattato decisa nel 1995, e che le Potenze militarmente nucleari (Cina, Francia, Gran Bretagna, Russia e Stati Uniti d'America) non stessero adempiendo ai loro doveri previsti dall'articolo VI del Trattato stesso.
La NAC vide ufficialmente la luce a Dublino, nel giugno 1998, con una dichiarazione congiunta rilasciata dai ministri degli Esteri di Brasile, Egitto, Irlanda, Messico, Nuova Zelanda, Sudafrica, Svezia e Slovenia. Quest'ultima, in seguito, uscì dalla coalizione. 
Nel 2000 la New Agenda Coalition fu determinante nel creare le condizioni che portarono ad una svolta nei negoziati della Conferenza di Revisione del TNP. Mentre all'inizio del summit le prospettive sembravano essere piuttosto negative, circa il suo risultato, la NAC delineò uno storico accordo in 13 punti, nel quale gli stati militarmente nucleari affermarono che il disarmo nucleare poteva e doveva procedere indipendentemente da un accordo più complessivo sul disarmo generale, e che le cinque potenze avevano la responsabilità di lavorare assieme ad un “impegno inequivocabile” di eliminare i propri arsenali atomici. A tale scopo i 13 “passi” dovevano essere degli strumenti relativamente semplici per liberare il mondo dalle armi nucleari in modo veloce, verificabile ed irreversibile.
A partire dalla Conferenza di Revisione del 2000, la New Agenda Coalition ha inviato annualmente delle proprie risoluzioni alla Prima Commissione sul Disarmo e la Sicurezza Internazionale dell'Assemblea Generale delle Nazioni Unite. Ognuno di tali documenti della NAC è stato approvato dalla Commissione a schiacciante maggioranza. Tutt'oggi l'organizzazione continua a preparare documenti e decisioni per le Conferenze di Revisione del TNP e per i relativi Comitati preparatori.